# Kamishichiken
 (janvier 2019).
Si vous disposez d'ouvrages ou d'articles de référence ou si vous connaissez des sites web de qualité traitant du thème abordé ici, merci de compléter l'article en donnant les références utiles à sa vérifiabilité et en les liant à la section « Notes et références ».

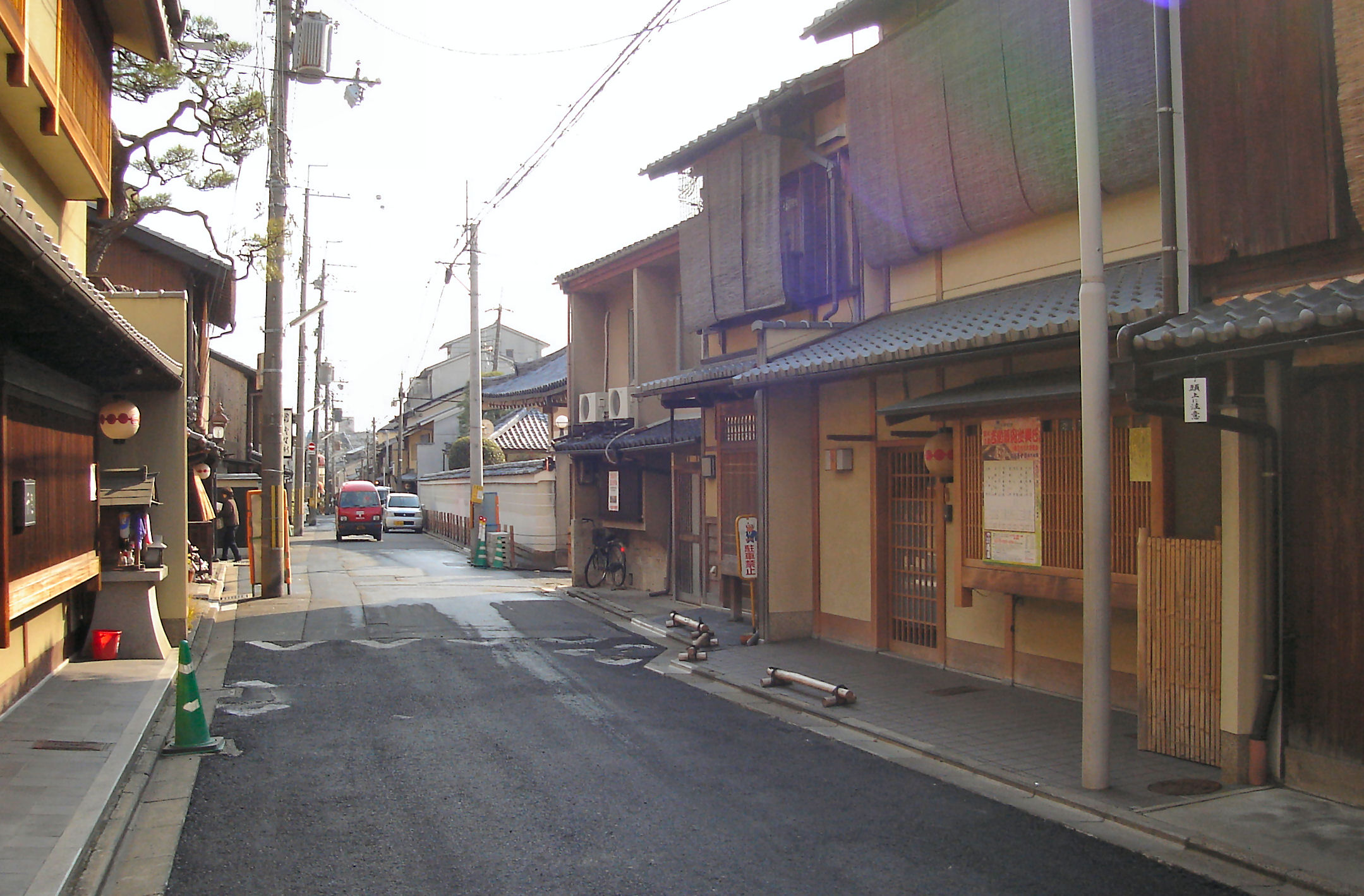
Kamishichiken.

Le Kamishichiken (上七軒) est un hanamachi de Kyoto. Il est situé au nord-ouest de la ville, à l'est du sanctuaire Kitano Tenman-gū. Kamishichiken signifie littéralement « Sept maisons hautes ». Ce nom vient des sept maisons de thé construites à partir des morceaux du sanctuaire Kitano lors de sa reconstruction pendant l'ère Muromachi (1333 - 1573).
Dans les rues paisibles du quartier, on trouve de nombreux bâtiments de bois sombre, principalement des ochaya (maisons de thé) et des okiya (maisons de geisha). Elle est principalement desservie par la rue éponyme.
Il y a peu de geisha de nos jours dans le quartier. On compte 25 maiko et geiko pour 11 maisons de thé.